# Mariusz Siudek
Pour les articles homonymes, voir Siudek.
Mariusz Siudek, né le 29 avril 1972 à Oświęcim, est un ancien patineur artistique polonais. Sa partenaire en couple est Dorota Zagórska avec laquelle il patine depuis 1995, et qui est aussi sa femme. Ils ont remporté une médaille de bronze aux championnats du monde et quatre médailles aux championnats d'Europe. Zagorska et Siudek sont le premier couple polonais à remporter une médaille aux championnats du monde. Il est maintenant entraîneur, avec Zagorska.

## Biographie

### Carrière sportive
Mariusz a commencé à patiner en 1978. Il patine en couple depuis 1989. Ses partenaires précédentes sont Beata Szymlowska, Beata Zielinska et Marta Gluchowska. Dorota Zagórska et Mariusz Siudek sont multiples champions de la Pologne, depuis leur début ensemble en 1995. Durant les championnats du monde 2000, Mariusz a demandé Dorota en mariage. Ils se sont mariés le 13 mai de la même année. En 2003, ils ont déménagé à Montréal pour s'entrainer avec Richard Gauthier.
Zagorska et Siudek avaient planifié de se retirer après la saison 2005/2006, mais les championnats d'Europe 2007 furent attribués à Varsovie en Pologne. Zagorska et Siudek repoussèrent leur retraite d'une année. Ils ont remporté une deuxième médaille de bronze à ces championnats. Durant les championnats du monde de 2007, ils durent abandonner la compétition peu avant leur programme libre, à la suite d'une blessure que Mariusz s'est faite au dos. Lorsque leur tour vint, ils ont seulement salué la foule et quitté la glace.
Zagorska et Siudek ont annoncé leur retraite peu de temps après les championnats du monde de 2007.

### Reconversion
Ils sont maintenant entraîneurs à Toruń. Ils entraînent le couple de la Grande-Bretagne Stacey Kemp et David King. Mariusz est également spécialiste technique international pour la Pologne.

## Palmarès
Avec quatre partenaires :
- Beata Szymłowska (3 saisons : 1988-1991)
- Beata Zielińska (2 saisons : 1991-1993)
- Marta Głuchowska (1 saison : 1993-1994)
- Dorota Zagórska (13 saisons : 1994-2007)

| Compétition                         | 1989    | 1990    | 1991    |  | 1992    | 1993    |  | 1994    |  | 1995    | 1996    | 1997    | 1998    | 1999    | 2000    | 2001    | 2002    | 2003    | 2004    | 2005    | 2006    | 2007    |
| Jeux olympiques d'hiver             |         |         |         |  |         |         |  |         |  |         |         |         | 10e     |         |         |         | 7e      |         |         |         | 9e      |         |
| Championnats du monde               |         |         |         |  |         | 17e     |  | 22e     |  | 16e     | 13e     | 8e      | 5e      | 3e      | 5e      | 6e      | 6e      | 7e      | 6e      | 7e      | 9e      | A       |
| Championnats d'Europe               |         |         |         |  | 10e     | 9e      |  | 12e     |  | 9e      | 6e      | 7e      | 4e      | 2e      | 2e      | A       | 4e      | 4e      | 3e      |         | 5e      | 3e      |
| Championnats de la Pologne          |         |         |         |  | 1er     | 1er     |  | 1er     |  | 1er     | 1er     | 1er     | 1er     | 1er     | 1er     | F       | 1er     | 1er     | 1er     | F       | F       | F       |
| Championnats du monde juniors       | 9e      |         | 10e     |  |         |         |  |         |  |         |         |         |         |         |         |         |         |         |         |         |         |         |
|                                     |         |         |         |  |         |         |  |         |  |         |         |         |         |         |         |         |         |         |         |         |         |         |
| Grand Prix ISU                      | 1988/89 | 1989/90 | 1990/91 |  | 1991/92 | 1992/93 |  | 1993/94 |  | 1994/95 | 1995/96 | 1996/97 | 1997/98 | 1998/99 | 1999/00 | 2000/01 | 2001/02 | 2002/03 | 2003/04 | 2004/05 | 2005/06 | 2006/07 |
| Finale du Grand Prix                |         |         |         |  |         |         |  |         |  |         |         |         |         |         |         | 4e      |         | 5e      |         |         |         |         |
| Skate America                       |         |         |         |  |         |         |  |         |  |         |         |         |         |         |         |         |         |         |         |         |         | 2e      |
| Skate Canada                        |         |         |         |  |         |         |  |         |  |         |         |         | 4e      |         |         | 4e      |         |         | 3e      | 3e      |         |         |
| Coupe d'Allemagne                   |         |         |         |  |         |         |  |         |  |         |         | 6e      |         |         | 4e      |         |         | 3e      |         |         |         |         |
| Coupe de Chine                      |         |         |         |  |         |         |  |         |  |         |         |         |         |         |         |         |         |         | 4e      |         | 3e      | 5e      |
| Trophée de France                   |         |         |         |  |         |         |  |         |  |         | 8e      |         |         |         | 3e      | 5e      | A       |         |         |         |         |         |
| Coupe de Russie                     |         |         |         |  |         |         |  |         |  |         |         | 6e      | 4e      | 4e      |         | 3e      | 4e      | 4e      |         | A       | 3e      | 4e      |
| Trophée NHK                         |         |         |         |  |         |         |  |         |  |         |         | 7e      |         |         | 3e      |         | 3e      | 2e      | 3e      | 3e      |         |         |
| Légende : F = Forfait ; A = Abandon |         |         |         |  |         |         |  |         |  |         |         |         |         |         |         |         |         |         |         |         |         |         |